# رافييل غارسيا
رافييل غارسيا (بالإسبانية: Rafael García Torres) (مواليد 14 أغسطس 1974) هو لاعب كرة قدم. يلعب مع منتخب المكسيك لكرة القدم. سبق له أن لعب في كأس العالم لكرة القدم مع منتخب بلاده.

## مسيرته الكروية
لعب رافييل غارسيا خلال مسيرته الاحترافية مع 5 أندية في سبعة عشر موسمًا وسجل خلالها 43 هدفًا ضمن 380 مباراة. ولم يفز بأي موسم بالكأس وفاز في ثلاثة مواسم بالدوري.
خاض رافييل غارسيا مسيرته مع نادي أونيفرسيداد ناسيونال في موسم 1992–93 ليلعب معه ستة مواسم، مشاركًا في 127 مباراة سجل خلالها 17 هدفًا. ثم انتقل إلى نادي تولوكا في موسم 1998–99 ليلعب معه ستة مواسم، حيث شارك في 175 مباراة سجل خلالها 24 هدفًا. لينتقل بعدها إلى نادي كروز آزول في موسم 2004–05 ولمدة موسمين، مشاركًا في 32 مباراة سجل خلالها هدفين. ثم انتقل إلى نادي أطلس في موسم 2005–06 لمدة موسم واحد، مشاركًا في 27 مباراة ولم يسجل أي هدف. هذا وانتقل لاحقًا إلى نادي تيبورونيس روخوس دي فيراكروز في موسم 2006–07 ولمدة موسمين، مشاركًا في 19 مباراة ولم يسجل أي هدف أيضًا.

## روابط خارجية
- رافييل غارسيا على موقع الاتحاد الدولي (مؤرشف)  (الإنجليزية)
- رافييل غارسيا على موقع قاعدة بيانات كرة القدم.إي يو (الإنجليزية)
- رافييل غارسيا على موقع ناشيونال فوتبول تيمز (الإنجليزية)
- رافييل غارسيا على موقع أوليمبيديا (الإنجليزية)